# Bimota DB7
Pour les articles homonymes, voir DB7.
La DB7 est un modèle de motocyclette, produit par le constructeur italien Bimota.
La DB7 fait son apparition lors du salon de Milan en novembre 2007. La version standard est commercialisée jusqu'en 2011 où elle est remplacée par la DB8 SP. 271 exemplaires seront produits.
Elle reprend le moteur bicylindre en V ouvert à 90° de la Ducati 1098. Il développe 160 chevaux à 9 750 tr/min pour un couple de 12,5 mkg à 8 000 tr/min. Il est alimenté par une injection électronique Magneti Marelli.
Le cadre est un treillis tubulaire, avec des tubes de section ovale en alliage d'acier au chrome molybdène, ancrés sur des platines en aluminium. Le bras oscillant est fixé directement sur les carters du moteur. 
L'ensemble des suspensions est confié, à l'avant à une fourche télescopique inversée Marzocchi de 43 mm de diamètre et à l'arrière par un amortisseur Extreme Tech. Celui-ci est fixé, d'un côté sur les carters, de l'autre sur le renfort du bras oscillant, via un excentrique, pour permettre le réglage de l'assiette en vue d'une utilisation sur circuit. La fourche et l'amortisseur sont réglables en détente, compression et précontrainte.
À l'avant, le freinage est assuré par deux disques flottants Brembo de 320 mm de diamètre, pincés par des étriers Brembo à fixation radiale de quatre pistons.
À l'arrière, l'unique disque flottant de 230 mm est pincé par un étrier double piston. Le disque et l'étrier sont de marque Bimota.
Le compteur regroupe toutes les informations nécessaires à la conduite sur route, mais il intègre également un chronomètre, un enregistreur de vitesse et de régime maximal pour 20 tours de circuit.

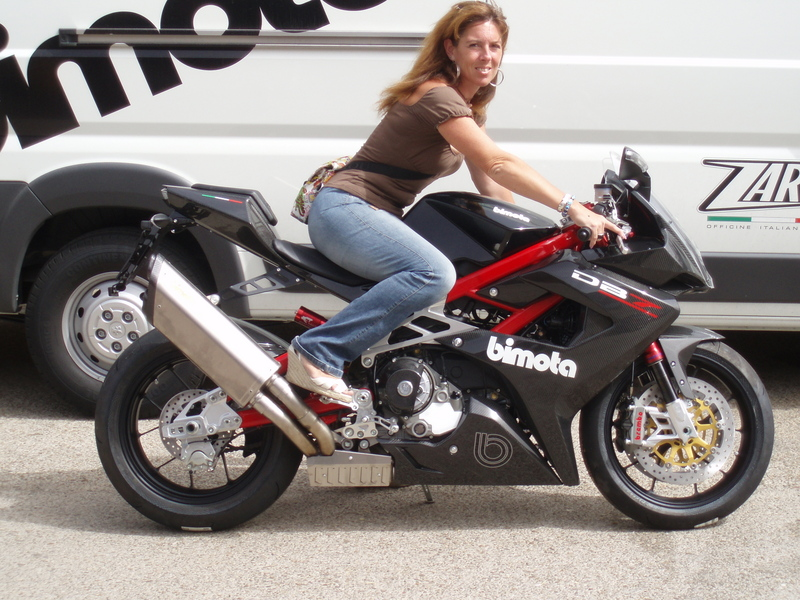
Une des cinq DB7 noire au cadre rouge

Pour gagner à la fois en légèreté et en rigidité, les jantes sont en aluminium forgé.
Le carénage est réalisé en fibre de carbone et est recouvert d'une peinture bicolore blanche et rouge. La coque arrière, elle aussi en fibre de carbone, est autoporteuse.
Le silencieux d'échappement est en acier inoxydable.
Sur demande de l'importateur espagnol et exclusivement pour ce pays, l'usine a produit une série limitée de cinq DB7 recouverte d'une peinture noire, contrastant avec le cadre rouge.  Elle gagne également une courbe d'allumage améliorée, un échappement spécial et une unité d'acquisition de données télémétrique.

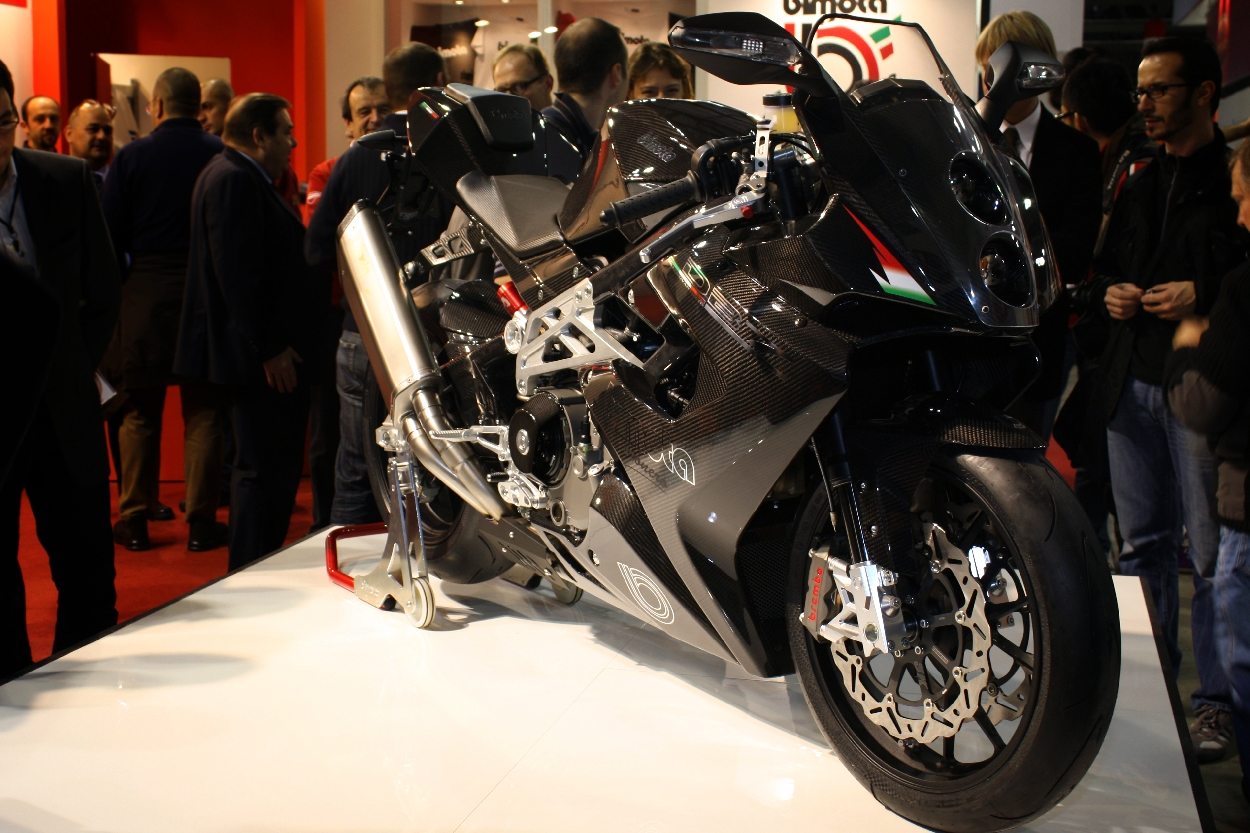
DB7 Oronero

Le 4 novembre 2008, sur son stand du salon de Milan, Bimota dévoile la série spéciale DB7 Oronero (or noir en italien). Grâce au concours de l'entre prise BR Bike Research, la fibre de carbone s'affiche non seulement sur l'habillage (carénage, garde-boue, coque de selle), mais aussi sur le cadre. Le bras oscillant, lui aussi en fibre de carbone, intègre le garde-boue arrière. Seul le réservoir en plastique ne reçoit qu'un plaquage en fibre de carbone. Le poids chute à 164 kg. Dans le même temps, le constructeur annonce une augmentation de la puissance pour offrir un rapport poids/puissance de 1.
Le bloc compteur est remplacé par un élément du catalogue GET Electronic Systems et propose, en plus des informations habituelles, un GPS. Il embarque également un système d'acquisition des données permettant de visualiser les performances sur les circuits préenregistrés, un module permettant d'entrer dans la base de nouveau circuits.
Cette machine, limitée à 25 exemplaires, est vendue 39 960 €.
Pour 2009, l'importateur espagnol crée une formule compétition-client réservée à la DB7, sous le nom de Challenge Senior. Cette compétition, réservée aux pilotes nés en 1979 ou avant, se déroule sur cinq circuits espagnols et est limitée à 35 participants.
Contre 39 900 € hors taxe, l'usine Bimota met à la disposition de chaque compétiteur une DB7 pour chaque week-end de course, son transport, sa maintenance, son stockage et les réparations éventuelles, deux paires de pneus par week-end, une mécanicien et un assistant, les assurances et licences nécessaires, l'équipement du pilote, deux nuits en hôtel quatre étoiles pour deux personnes.
À l'issue de sept courses, le premier au classement général reçoit une DB7 Oronero, le second une DB7 standard. Le troisième gagne une DB6 Delirio.
Le 27 avril 2009, la semaine du design voit la présentation de la DB7 Nerocarbonio. Elle conserve le carénage en fibre de carbone de la Oronero, mais avec le cadre en aluminium de la DB7 standard, peint en noir. C'est une série limitée à 50 exemplaires numérotés créée par la société Oria, associée avec le designer Alberto Del Biondi.
Au Japon, la DB7 peut être pourvue de suspensions Öhlins. Elle est appelée DB7S et coûte 200 000 Yens de plus que le modèle équipé des éléments Extreme Tech.
La société ArthaWorks Solutions basée à Long Beach en Californie a sorti un exemplaire de la DB7R Diavolo Rosso (Diable rouge en italien). Pour 60 000 dollars, seuls 10 exemplaires seront produits. Le cadre et le bloc compteur sont repris de la DB7 Oronero. L'habillage est de couleur noir fibre de carbone. Les logos DB7 et Bimota sont rouges. Elle reçoit un échappement libre. La coque arrière est tronquée.